# Vuelo 460 de Aero Trasporti Italiani
El Vuelo 460 de Aero Trasporti Italiani fue un vuelo que se estrelló el 15 de octubre de 1987 en Conca di Crezzo, Italia, que se llevó por delante la vida de 34 pasajeros y tres tripulantes. El avión despegó de Milán-Linate (LIN) para realizar un vuelo a Colonia (CGN). Había condiciones de engelamiento. Quince minutos después de despegar, mientras ascendía a través de FL147 en modo de mantenimiento de velocidad indicada (velocidad constante fijada en 133 kts) el avión empezó a zarandearse a izquierda y derecha. El avión giró a 41 grados a la derecha, 100 grados a la izquierda, 105 grados a la derecha y 135 grados a la izquierda. Durante el ascenso se registraron tres movimientos anómalos del indicador de cabeceo haciendo que el elevador quedase en configuración de morro abajo e imposibilitando la recuperación. 
El ATR se estrelló en configuración de morro abajo contra una montaña de 700 metros de altura tras un descenso descontrolado.